# Yoshinobu Nisaka
 (juin 2017).
Si vous disposez d'ouvrages ou d'articles de référence ou si vous connaissez des sites web de qualité traitant du thème abordé ici, merci de compléter l'article en donnant les références utiles à sa vérifiabilité et en les liant à la section « Notes et références ».
 (août 2024).
Yoshinobu Nisaka (仁坂 吉伸, Nisaka Yoshinobu) est un homme politique japonais, né le 2 octobre 1950 à Wakayama.
Il est élu au poste de gouverneur de la préfecture de Wakayama en 2006.